# 조선학교

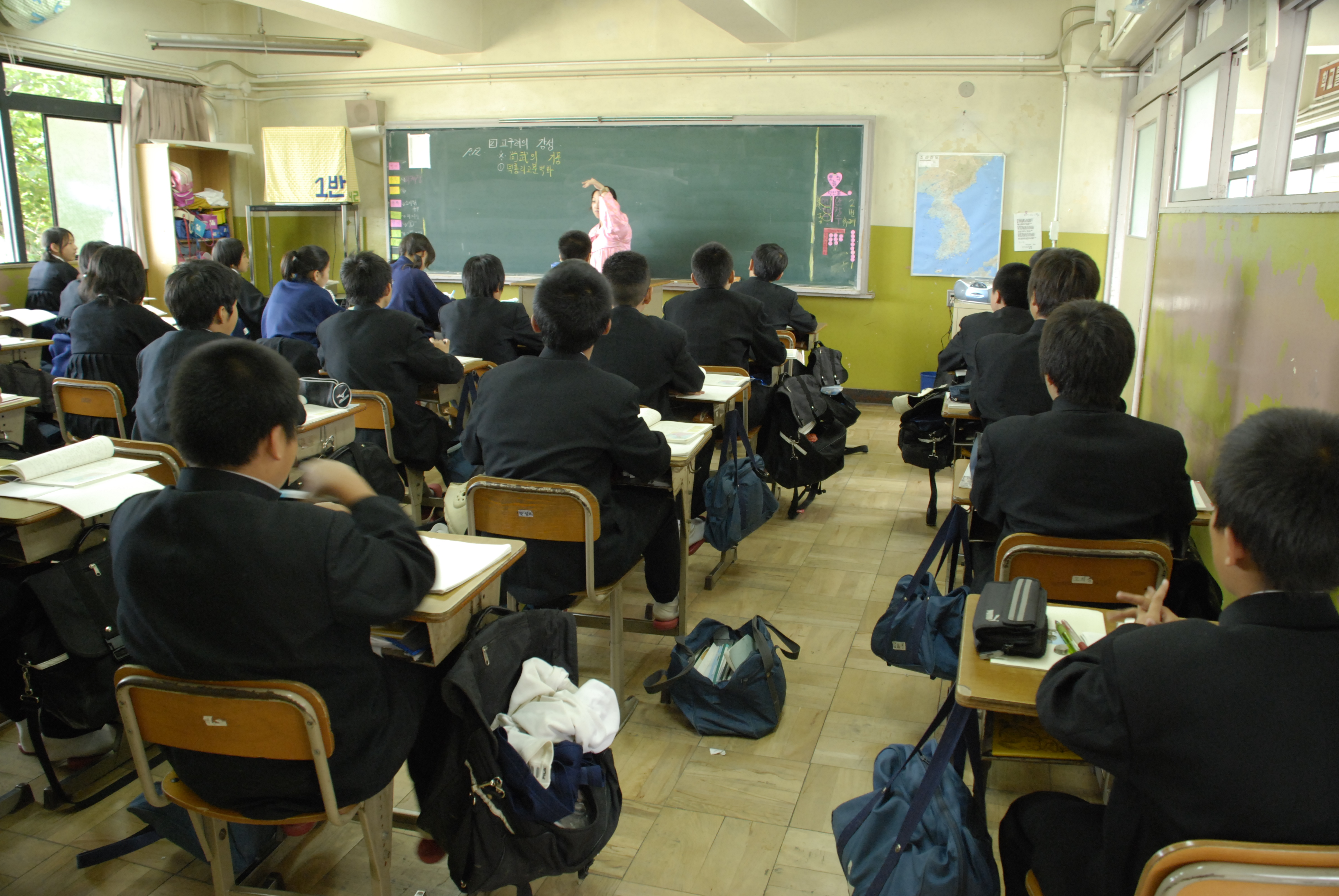
도꾜조선중고급학교의 교실

조선학교(朝鮮學校, 일본어: 朝鮮学校 조센갓코[*])는 1945년 일본으로부터 해방 후, 일본에 남아 있던 재일 조선인들이 자신들의 아이들에게 우리 말과 한글, 역사를 가르치기 위해 자립적으로 세운 재일본조선인총련합회 계열의 민족학교를 말한다. 학생들의 약 70%가 한국 국적, 약 30%가 조선적(해방 이전의 조선을 말함), 그 외 일본 국적도 다수 있다. 2018년 기준으로 일본 전국에 64개교가 남아 있고, 학생수는 약 7,000명이다. 유치반, 초급학교, 중급학교, 고급학교, 대학교가 있는데 교육과정은 6·3·3·4로 대한민국 및 일본의 학제와 같다.

## 역사

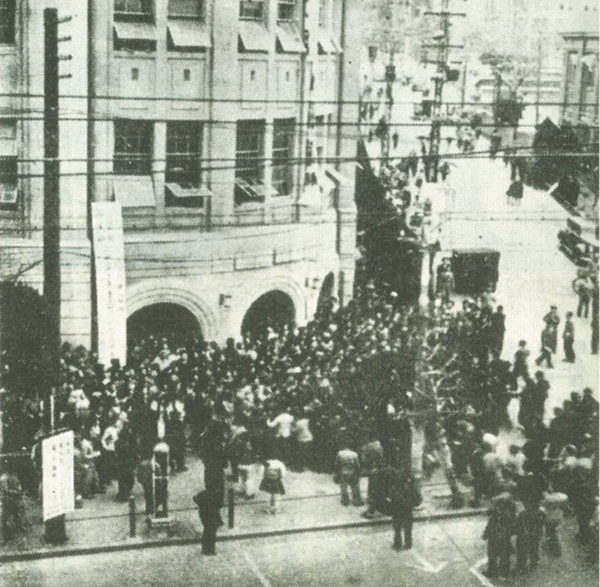
1948년 한신교육투쟁(4.24교육투쟁) 당시

재일 조선인들이 국어, 역사 등 민족교육을 위해 자발적으로 세운 국어강습소에서 유래하였다. 이들은 한때 폐쇄되었다가 1950년대를 거치며 조선총련 계열의 학교로 확립되었고, 현재까지 조선민주주의인민공화국과 지원, 교류 등을 주고받고 있다.
- 1945년 제2차 세계 대전 종전 직후, 재일조선인이 한국어를 이용해 학습을 하는 장소인 「국어 강습소」를 마련한다.
- 1946년 재일본조선인련맹(현 조선총련의 전신)의 학교로 발전한다.
- 1948년 연합군 최고사령부(GHQ)의 정책에 의해 오사카부 등이 조선학교폐쇄령을 내림으로써 총련계 학교가 일시적으로 폐쇄됨.
- 1949년 ~ 1951년 일본 정부가 조선학교 폐쇄령을 내려 백두학원을 제외한 현재의 총련계 학교를 일시 폐쇄시키고, 일본 학교에 있어서 민족교육을 금지하였다. 일부는 공립의 조선인학교, 조선인에만 교육을 실시하는 민족학급 등에 이관 또는 개인 주택에서의 개별 교육을 실시한다.
- 1950년대 중반 이후부터 재일본대한민국민단, 재일본조선인총련합회가 각 계열의 학교를 재건한다. 이 가운데 창학 이후부터 중립 노선을 걷고 있던 백두학원은 정규 학교인 1조교가 된다.
- 1957년 조선민주주의인민공화국이 교육 원조비를 지원한다. 이 교육 원조비는 초창기 자금난에 시달리던 조선학교에 큰 도움이 되었다.(동시에 대한민국 정부에 대해서도 지원을 요구하지만, 대한민국 정부는 지원을 하지 않음)
- 1960년대 ~ 1970년대 각 도도부현이 조선학교를 각종학교로서 인가, 1975년에 모든 조선학교가 각종학교가 된다. 이 시기가 학교수, 학생수의 정점이다.
- 2010년 12월 일본 정부의 정리회수기구가(일본어판) 아이치, 기타큐슈, 도호쿠, 지바 지방에 있는 조선학교 13곳의 건물과 토지를 가압류하였다.[1]

## 조선학교의 특징

### 위상
조선학교는 일본 주재의 외국인만을 대상으로 하는 교육시설로 파악되고 있으며 문부과학성이 정하는 교육과정을 따르지 않는다. 따라서 일본 학교교육법 제1조에 근거한 '1조교'나 ‘전수학교’로 인정되지 않으며 ‘각종학교’로 여겨진다.
조선고급학교(일본은 고등학교)의 과정을 수료한 것만으로는 일본의 대학 입학 자격은 생기지 않고, 학력상의 고등학교 졸업을 공식학력으로는 인정받지 못한다. 다만, 법령의 규정에 근거해 각 대학이 개별적으로, ‘문부과학대신이 정하는 고등학교를 졸업한 사람, 중등 교육 학교를 졸업한 사람 등과 동등 혹은 그 이상의 학력이 있다고 인정되는 사람’으로서 조선고급학교의 과정을 수료한 사람에게 지원 자격을 주기도 한다. 사립 대학이나 공립 대학은 인정하고 있는 학교가 많지만, 국립대학은 인정하지 않고 있다. 따라서 일본 정규 고등학교와 같이 다니거나, 고등학교 학력 검정시험의 합격을 통해 대학에 진학하고 있다.
하지만 2003년 8월 11일의, ‘문부 과학성 방침 ‘대학 입학 자격의 탄력화에 대해’에 대한 견해’에 의해서, 외국인 학교 졸업자가 검정시험을 거치는 일 없이, 국립대학을 수험하는 자격을 인정하는 방침이 세워졌다.
또, 중급학교 졸업 후의 사립•공립 고등학교로의 진학은 도도부현 및 각 사립학교의 판단에 따라 인정하고 있는 곳이 있다. 학생들의 약 70%가 한국 국적, 약 30%가 조선적(해방 이전의 조선을 말함), 그 외 일본 국적도 다수 있다.

### 교육과정
조선학교에서는 총련 산하 학우서방이 발행하는 교과서를 이용하고 있으며, 교과서의 내용은 일본 정부의 문부과학성 지침에 따르지 않는 독자적인 것이다. 일본어 교과서의 내용은 일본의 국어 교과서에 나오는 것과 거의 같다. 교내에서는 수업은 물론 일상 회화도 한국어가 사용되고 일본어는 외국어 교과로서 가르치고 있다.

### 운영자금
조선민주주의인민공화국의 지원을 받고 있다. 조선민주주의인민공화국은 1950년대 후반에서부터 2017년까지, 조선학교에 대해 계 163회, 총액 480억 599만 390엔의 자금을 제공하였고, 2017년에도 김정은의 명의로 2억 1880만 엔의 '교육원조자금과장학금'을 송금했다.
학교 운영 자금은 거의 대부분 당사자들이 각출 하여 조성하고 있다. 그러나 그렇게 조성할 수 있는 자금의 규모는 제한적이어서 학교의 자금 사정은 늘 열악하다. 다만 조선 학교 설립 초창기 이래로 조선민주주의인민공화국으로부터 학교 설립과 운영을 위한 지원이 있었으나, 최근에는 경제난으로 인해 지원이 정체되어 조선 학교의 재정난이 더욱 심각해지고 있다. 한편 일본의 지방정부가 학교 법인에 지원하는 보조금이 있지만, 실제로는 조선 학교를 운영하는 학교 법인에 지원하는 지방정부는 소수이다. 운영 자금 모금에도 어려움이 많은데, 일본 정부가 조선 학교에 대한 민간의 기부금에 대해서도 세제 혜택을 일절 주지 않기 때문이다. 근래에는 조선 학교와 뜻을 함께 하는 대한민국과 일본의 시민 단체에서 지원이 늘어나는 추세이지만 여전히 어려운 실정이다.
재일 조선인이나 조선 총련에 따르면 ‘조선 학교에 대한 일본 정부의 재정 지원은 전면적으로 이루어지지 않고 있다. 이것은 민족 교육에 대한 차별이며, 이 때문에 조선 학교는 만성적인 운영 자금난에 빠져 있다’라고 주장하고 있지만, 일본국 헌법 제89조에는 ‘공금 기타 공공의 재산은 종교상의 조직 내지는 단체의 사용, 편익 또는 유지를 위하여 또는 공공의 지배에 속하지 않는 자선, 교육 또는 박애의 사업에 대하여 이것을 지출하거나 또는 그 이용에 제공할 수 없다.’라고 규정되어 있어 재정 지원은 이 규정과 갈등 관계에 있다.
지방정부의 보조금은 교육을 받는 재일 조선인 본인 또는 그 가족에 대한 지원으로서 지출하고 있는 예가 많다. 일본국 헌법 제 89조의 해석 문제 때문에, 조선 학교를 설치하는 학교 법인에 대해서 직접 지원하는 지방정부는 그다지 많지 않다.
재정난의 주원인은 일본 정부가 조선 학교 및 조선 학교 교육 이수자에 대한 행정적•법률적 차별을 명시하여 실질적인 불이익을 주는 데에 있다. 조선 학교 관계자는 일본 정부에 차별 조치를 시정할 것을 요구하고 있지만, 일본 정부는 조선 학교가 정규 학교가 아니라는 이유를 들어 거부하고 있다. 일본 내 외국인 차별 정서와 일본 정부의 정책 등으로 인해 조선 학교 학생 수는 지속적으로 감소하고 있다. 재정난과 학생 수 감소는 최근 일본 전역에서의 학교 간 통폐합으로 이어지고 있다. 동포 사회의 구심점 역할을 하던 학교가 사라져가는 것을 보며 한편으로는 재일 조선인 사회는 민족 교육의 단절을 다른 한편으로는 민족 정체성의 상실을 걱정하고 있다.
이러한 조선학교의 운영 상황이나 실태에 관해서는 유엔의 사회권규약위원회가 ‘위원회는 상당한 수의 언어적 소수자의 아동 학생이 재적하고 있는 공립 학교의 공식적인 교육 과정에 대해 모국어 교육이 도입되는 것을 강하게 권고한다. 위원회는 그것이 국가의 교육 과정에 따르는 것일 때에는, 체결국이 소수자의 학교, 특히 재일 한국•조선의 사람들의 민족 학교를 공식으로 인정해 그것에 의해, 이러한 학교가 보조금 그 외의 재정적 원조를 받게 되도록 해, 이러한 학교의 졸업 자격을 대학 입학 시험 수험 자격으로서 인정하는 것을 권고한다.’라는 견해를 표명하고 있다.

### 교복
남학생 교복으로는 중고생용으로는 블레이저가 채택되어 있다.
여학생 교복의 경우 예전에는 치마저고리 교복이 일반적이었지만, 1994년 5월부터 6월에 걸쳐 일어난 일본 우익들에 의한 치마저고리 훼손 사건 등으로 인해 1999년 4월부터 많은 조선학교에서 통학시의 치마저고리 교복 착용이 임의사항이 되었다.
일반적으로 교칙에 치마저고리 풍의 제1교복과 일반적인 형태의 제2교복이 정해져 있어서, 보통 교내에서 전자, 통학 시에는 후자가 사용된다. 그러나 본인이나 가족의 희망이 있을 경우에는 제1교복을 착용하고 통학하는 것도 가능하다.

### 학생 수
1970년대 초반 일본전국에서 4만 6000명에 달하던 조선학교의 학생 수는 2004년에는 1만 1500명까지 줄어들었다. 또, 조선인, 한국인 자제가 조선학교에 다니는 비율도 저출산 현상으로 인해 해마다 줄고 있다. 게다가 학생 수가 줄어듦에 따라 조선학교에 신규입학하는 것을 기피하게 하는 악순환마저 벌어지고 있다. 학생은 한반도 출신 자제라면 국적을 불문하고 받아 주고 있다. 요즘은 중국출신의 조선족 자제도 입학하는 경우가 있다.

### 진로
고급학교 졸업 후의 진로는 주로 조선대학교 진학, 일반 대학 등에 진학, 취직이다. 취직의 경우 총련의 관련 사업체나 재일조선인, 재일한국인이 경영하는 기업으로 취직하는 경우가 많다. 진학의 경우는 각 학교에 의해서 차이는 있지만, 예를 들면, 규슈조선중고급학교 고급부 졸업생 중 조선대학교에 진학은 25%, 그 외의 학교 50%이다. 조선대학교 졸업자는 조선학교 교사가 될 수 있다. 또한, 대한민국이나 해외에 유학하는 경우도 있다.

### 교원
기본적으로 유치반, 초급학교의 교원은 조선대학교의 교육학부를 졸업한 사람이 하고, 중급학교, 고급학교의 교원은 조선대학교의 각 학부를 졸업한 사람이 하고 있지만, 정규 교원면허를 소지하고 있지는 않다. 이 밖에 각 학교에서 개별적으로 일본인, 외국인 교사를 채용하는 경우도 있다.

## 조선학교의 학제
- 대학교 : 조선대학교

일본 도쿄에 있는 조선대학교(朝鮮大學校)에서는 대학수준의 교육을 하고 있다. 하지만 일본정부에서는 대학으로 인정하지 않기에, 일본국내에서는 법적으로 준대학(準大学)에 속한다. 조선대학교의 설립자는 일본사립학교법에 준하는 학교법인 '도쿄조선학원'(東京朝鮮学園)이다.
- 고급 학교 : 15세부터 18세 까지의 학생이 재적하는 학교로, 고등학교에 해당한다. 교육기간은 3년이며, '고급부'로 불린다.
- 중급 학교 : 12세부터 15세 까지의 학생이 재적하는 학교로, 중학교에 해당한다. 교육기간은 3년이며, '중급부'로 불린다.
- 초급 학교 : 6세부터 12세 까지의 아동이 재적하는 학교로, 초등학교에 해당한다. 교육기간은 6년이며, '초급부'로 불린다.
- 유치반 : 유치원에 해당한다. 초급 학교에 부설이 되어 있는 것이 많다.

## 지역별 각급 학교 목록

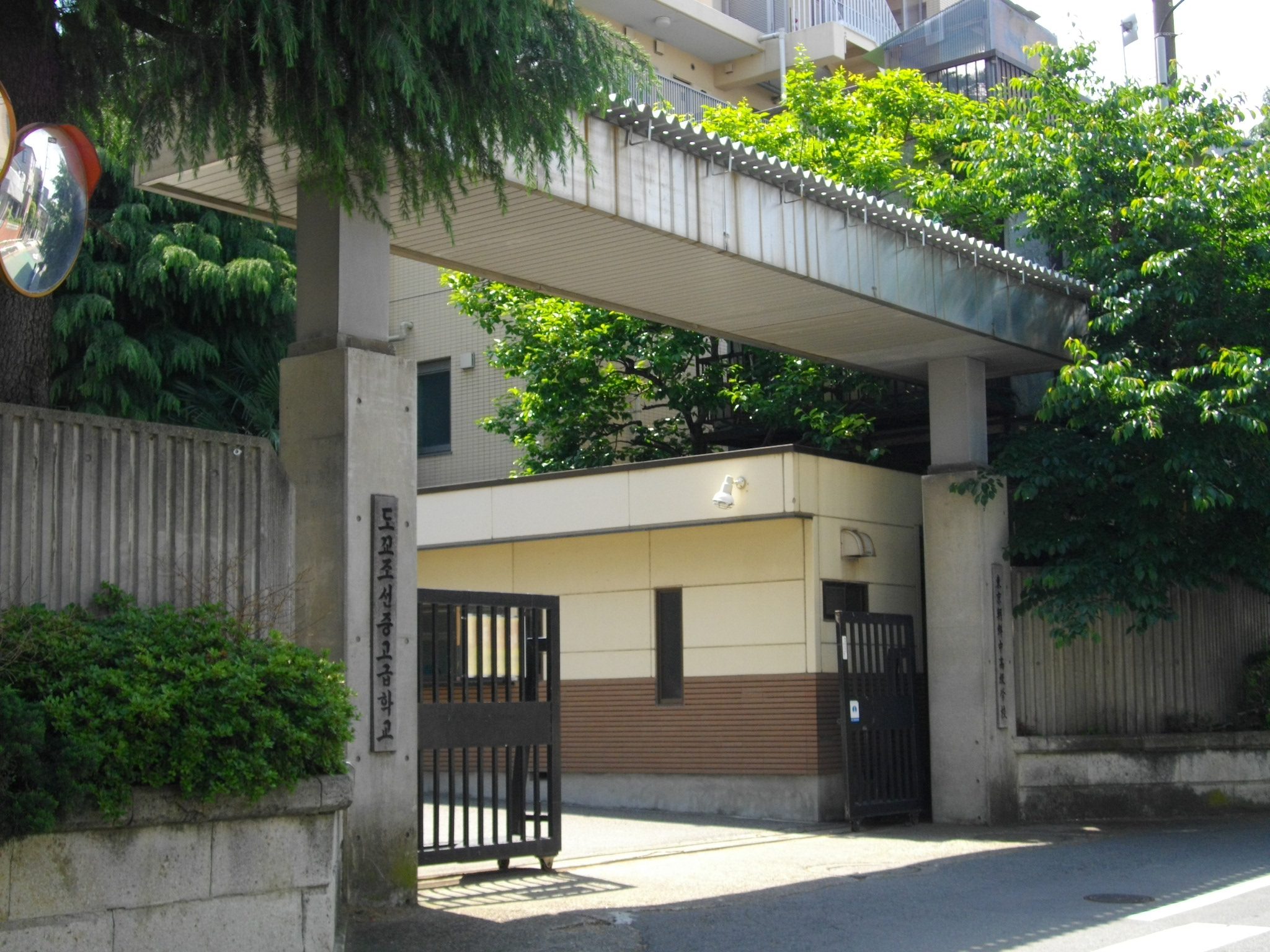
도꾜조선중교급학교

학교 이름에서 지명표기는 문화어의 일본어 표기체계를 따르고 있다. 일부 학교가 통폐합 되어 있거나 학교명이 다른 경우가 있을 수 있다.

### 홋카이도 지방
- 홋카이도
  - 혹가이도조선초중고급학교(北海道朝鮮初中高級学校)

### 도호쿠 지방
- 미야기현
  - 도호쿠조선초중고급학교(東北朝鮮初中高級学校)(고급부는 휴교 중)
- 후쿠시마현
  - 후꾸시마조선초중급학교(福島朝鮮初中級学校)

### 간토 지방
- 도쿄도
  - 조선대학교(朝鮮大学校)
  - 도꾜조선중고급학교(東京朝鮮中高級学校)
  - 도꾜조선제１초중급학교(東京朝鮮第一初中級学校)
  - 도꾜조선제２초급학교(東京朝鮮第二初級学校)
  - 도꾜조선제３초급학교(東京朝鮮第三初級学校)
  - 도꾜조선제４초중급학교(東京朝鮮第四初中級学校)
  - 도꾜조선제５초중급학교(東京朝鮮第五初中級学校)
  - 도꾜조선제６초급학교(東京朝鮮第六初級学校)
  - 도꾜조선제７초중급학교(東京朝鮮第七初中級学校)
  - 도꾜조선제８초급학교(東京朝鮮第八初級学校)
  - 도꾜조선제９초급학교(東京朝鮮第九初級学校)
  - 니시도꾜조선제１초중급학교(西東京朝鮮第一初中級学校)
  - 니시도꾜조선제２초급학교(西東京朝鮮第二初級学校)
  - 도꾜조선제１초중급학교 부속 유치반(東京朝鮮第一初中級学校 附屬 幼稚班)
  - 도꾜쿄조선제６초급학교 부속 유치반(東京朝鮮第六初級学校 附屬 幼稚班)

- 가나가와현
  - 가나가와조선중고급학교(神奈川朝鮮中高級学校)
  - 요꼬하마조선초급학교(橫浜朝鮮初級学校)
  - 가와사끼조선초중급학교(川崎朝鮮初中級学校)
  - 난부조선초급학교(南武朝鮮初級学校)
  - 즈루미조선초급학교(鶴見朝鮮初級学校)
- 사이타마현
  - 사이다마조선초중급학교·유치부(埼玉朝鮮初中級学校・幼稚部)
- 지바현
  - 지바조선초중급학교(千葉朝鮮初中級学校)
- 이바라키현
  - 이바라기조선초중고급학교(茨城朝鮮初中高級学校)
- 군마현
  - 군마조선초중급학교(群馬朝鮮初中級学校)
- 도치기현
  - 도찌기조선초중급학교(栃木朝鮮初中級学校)

### 주부 지방·호쿠신에쓰 지방
- 아이치현
  - 아이찌조선중고급학교(愛知朝鮮中高級学校)
  - 도슌조선초급학교(東春朝鮮初級学校)
  - 나고야조선초급학교(名古屋朝鮮初級学校)
  - 도요하시조선초급학교(豊橋朝鮮初級学校)
  - 아이치조선제７초급학교(愛知朝鮮第七初級学校)
- 시즈오카현
  - 시즈오까조선초중급학교(靜岡朝鮮初中級学校)
- 나가노현
  - 나가노조선초중급학교(長野朝鮮初中級学校)
- 니가타현
  - 니이가다조선초중급학교(新潟朝鮮初中級学校)(휴교)
- 후쿠이현
  - 호쿠이쿠조선초중급학교(北陸朝鮮初中級学校)(휴교)
- 기후현
  - 기후조선초중급학교(岐阜朝鮮初中級学校)
- 미에현
  - 욕가이찌조선초중급학교(四日市朝鮮初中級学校)

### 긴키 지방
- 오사카부
  - 오사까조선고급학교(大阪朝鮮高級学校)
  - 히가시오사까조선중급학교(東大阪朝鮮中級学校)
  - 기따오사까조선초중급학교(北大阪朝鮮初中級学校)
  - 이쿠노조선초급학교(生野朝鮮初級学校)
  - 나까오사까조선초급학교(中大阪朝鮮初級学校)
  - 히가시오사까조선초급학교(東大阪朝鮮初級学校)
  - 니시오사까조선초급학교(西大阪朝鮮初級学校)
  - 오사까조선제４초급학교(大阪朝鮮第四初級学校)
  - 조호쿠조선초급학교(城北朝鮮初級学校)
  - 오사카후쿠시마조선초급학교(大阪福島朝鮮初級学校)
  - 사카이조선초급학교(堺朝鮮初級学校)(니시오사카조선초급학교에 통합)
  - 센슈조선초급학교(泉州朝鮮初級学校)
- 효고현
  - 고베조선고급학교(神戶朝鮮高級学校)
  - 고베조선중급학교(神戶朝鮮中級学校)
  - 세이방조선초중급학교(西播朝鮮初中級学校)
  - 아마가사키조선초중급학교(尼崎朝鮮初中級学校)
  - 니시고베조선초급학교(西神戶朝鮮初級学校)
  - 이타미조선초급학교(伊丹朝鮮初級学校)
  - 아마가사키히가시조선초급학교(尼崎東朝鮮初級学校)
  - 아까시조선초급학교(明石朝鮮初級学校)
- 교토부
  - 교또조선중고급학교(京都朝鮮中高級学校)
  - 교또조선제１초급학교(京都朝鮮第一初級学校)
  - 교또조선제２초급학교(京都朝鮮第二初級学校)
  - 교또조선제３초급학교(京都朝鮮第三初級学校)
- 시가현
  - 시가조선초급학교(滋賀朝鮮初級学校)
- 와카야마현
  - 와카야마조선초중급학교(和歌山朝鮮初中級学校)
- 나라현
  - 나라조선초급학교(奈良朝鮮初級学校)(휴교)

### 주고쿠 지방
- 히로시마현
  - 히로시마조선초중고급학교(広島朝鮮初中高級学校)
  - 히로시마조선초중고급학교 부속 유치반(広島朝鮮初中高級学校 附屬 幼稚班)
- 오카야마현
  - 오카야마조선초중급학교(岡山朝鮮初中級学校)
- 야마구치현
  - 야마구치조선고급학교(山口朝鮮高級学校)(휴교）
  - 우베조선초중급학교(宇部朝鮮初中級学校)(야마구찌조선초중급학교에 통합)
  - 시모노세키조선초중급학교(下關朝鮮初中級学校)
  - 도꾸야마조선초중급학교(德山朝鮮初中級学校)

### 시코쿠 지방
- 에히메현
  - 시코쿠조선초중급학교(四国朝鮮初中級学校)

### 규슈 지방
- 후쿠오카현
  - 규슈조선중고급학교(九州朝鮮中高級学校)
  - 기다규슈조선초급학교(北九州朝鮮初級学校)
  - 후쿠오카조선초급학교(福岡朝鮮初級学校)
  - 고쿠라조선유치원(小倉朝鮮幼稚園)

## 논란
일본 정부는 조선총련 계열 조선학교에 대한 회계 투명성을 요구하였다. 일본 정부는 조선학교 중에서 고등학교의 수업료를 무상화하기로 하였다. 일본 국내에서 조선학교를 무상화에서 제외하려는 움직임이 성행하고 있지만, 일본조선학술교육교류협회는 무상화가 이루어지도록 노력하고 있다. 또한 일부 조선학교 측의 견해로는 조선학생의 학부모는 일본인처럼 일본 정부에 세금을 납부하고 있기 때문에 무상화는 당연하다고 주장한다. 한편 조선학교에서 무상화를 실시하되 반일 교육을 저지하자는 논의도 있다.
2010년 11월 23일 무상화 반대 입장에 선 민단은 일본 정부의 조선학교 지원을 다시 고려해야 한다고 말하였다.
2010년 11월 24일 일본 정부는 연평도 포격 이후로 조선학교 무상화를 유보했음에도 불구하고 12개의 학교 중 휴교 중인 2개를 제외한 10개 학교가 지원 신청하였다.
이시하라 신타로는 "(조선학교 내에서) 반일 교육이 이뤄지고 있고, 과거 조선민주주의인민공화국의 일본인 납치 사건에 총련이 간여했다는 상황 증거도 있다"라고 발언하여 조선학교에 보조금 지급에 대한 재검토를 촉구하였다.

## 같이 보기
- 재일본조선인총련합회
- 재일본대한민국민단
- 도쿄 조선대학교
- 조선학교폐쇄령
- 한신교육투쟁
- 박치기! (영화)
- 우리학교 (영화)
- 한국학교
- 중화학교